# Eriopyga croceifimbria
Eriopyga croceifimbria là một loài bướm đêm trong họ Noctuidae.